# Ghiacciaio Guerrero
Il ghiacciaio Guerrero (in inglese: Guerrero Glacier) è un ghiacciaio vallivo lungo circa 13 km, situato sulla costa di Zumberge, nella parte occidentale della Terra di Ellsworth, in Antartide. In particolare, il ghiacciaio, il cui punto più alto si trova a circa 1.600 m s.l.m., si trova sul versante sud-orientale della dorsale Sentinella, nelle Montagne di Ellsworth. Da qui, esso fluisce verso sud-est a partire dal versante sud-orientale del monte Havener, nelle cime Doyran, fino ad uscire dalla dorsale a sud-ovest dello sperone Taylor, a nord-est del flusso del ghiacciaio Hough.

## Storia
Il ghiacciaio Guerrero è stato mappato dallo United States Geological Survey grazie a ricognizioni terrestri dello stesso USGS e a fotografie aeree scattate dalla marina militare statunitense nel periodo 1957-59 ed è stato poi così battezzato dal Comitato consultivo dei nomi antartici in onore di John F. Guerrero, meteorologo presso la Base Amundsen-Scott nel 1957.